# Коарктация аорты
Коаркта́ция ао́рты — врождённый порок сердца, проявляющийся сегментарным сужением просвета аорты. Лечение коарктации аорты хирургическое.

## Эпидемиология
Коарктация аорты составляет 7,5 % всех врождённых пороков у новорождённых и в раннем детском возрасте. Порок встречается в 2—2,5 раза чаще у мужчин, чем у женщин. Заболевание в 60-70 % случаев сочетается с другими врождёнными пороками сердца у грудных детей; в 70 % случаев — с незаращением Боталлова протока, в 60-70 % — с тубулярной гипоплазией дуги и перешейка аорты, в 53 % — с дефектом межжелудочковой перегородки, в 14 % — со стенозом аорты, в 3-5 % — с пороками митрального клапана, в 6 % — с гипоплазией левых отделов сердца. У 26 % детей выявляются другие тяжёлые экстракардиальные аномалии развития, 14 % из которых не поддаются лечению.

## Клиника
Клинически, заболевание проявляется повышением АД в артериях верхней половины тела и снижением его в артериях нижних конечностей. При достаточно выраженном сужении, отмечается пульсация в голове, головная боль, реже тошнота, рвота, нарушение зрения.
В результате недостатка кровоснабжения нижней половины тела наблюдается онемение нижних конечностей, тяжесть, слабость при ходьбе, снижение артериального давления при его измерении на ногах. В связи с этим, в случае гипертонии неясной этиологии необходимо измерять артериальное давление на руках и на ногах. Обычно одновременно определяются нерезко выраженные признаки гипертрофии и расширения левого желудочка, относительно небольшой систолический шум во втором—четвертом межреберье у края грудины и сзади между лопатками. Первым признаком у детей может стать отсутствие (слабость) пульсации на бедренной артерии (в паховой ямке).
О коарктации аорты может также свидетельствовать наличие коллатералей в виде увеличенных в объёме и видимых глазом пульсирующих межрёберных артерий. Также могут наблюдаться осложнения в виде кровоизлияний в головной мозг на почве артериальной гипертонии.

## Диагностика
Наличие заболевания возможно заподозрить при ЭКГ. Основным методом, подтверждающим наличие заболевания, является ультразвуковая диагностика с допплерографией. Также для диагностики заболевания могут быть использованы магнитно-резонансная томография и ангиография. При измерении артериального давления у больных с коарктацией аорты давление на бедре будет значительно ниже высокого давления на плече.
При рентгенографии грудной клетки характерно наличие узурации (rib notching) третьего и четвертого (вплоть до восьмого) ребер в результате наличия коллатералей , но этот рентгенологический признак редко наблюдается в возрасте до 5 лет .

## Лечение
29 октября 1944 шведский врач Кларенс Крафоорд (англ. Clarence Crafoord) впервые в мире совершил операцию по устранению коарктации аорты у 12-летнего мальчика и, позже, у 27-летнего фермера. Американский хирург Альфред Блэлок (англ. Alfred Blalock) в 1944 году, изучая коарктацию аорты у животных, выполнил первый в мире подключично-аортальный анастомоз у собаки. Эта техника выполнения операции затем была использована в клинике Мейо в 1947 году американским хирургом Клагеттом (англ. Clagett) у пациента с протяжённой по всей аорте коарктацией.
Современное лечение заболевания — хирургическое, консервативная терапия лишь облегчает течение заболевания, но не прекращает его развитие и не устраняет причины заболевания.

## Прогноз
Прогноз заболевания во многом зависит от возраста, наличия сопутствующих заболеваний. Без лечения на 2-4 году жизни смертность составляет 55 %. Послеоперационная летальность в зависимости от выраженности порока и тяжести сопутствующих заболеваний колеблется от 3 % до 58 %.